# Andrea Bertozzi
Andrea Louise Bertozzi (Boston, 1965) é uma matemática estadunidense. Seu interesses de pesquisa são equações diferenciais parciais não-lineares e matemática aplicada.

## Biografia
Irmã mais velha de Carolyn Bertozzi.
Obteve o bacharelado e um mestrado na Universidade de Princeton, com um PhD em Princeton em 1991, com a tese Existence, Uniqueness, and a Characterization of Solutions to the Contour Dynamics Equation, orientada por Andrew Majda.
É coautora do livro Vorticity and Incompressible Flow, publicado em 2000.
É membro da faculdade da Universidade da Califórnia em Los Angeles, como professora de matemática (desde 2003) e engenharia mecânica e aeroespacial (desde 2018) e diretora de matemática aplicada (desde 2005).
É a irmã mais velha da química Carolyn Bertozzi.

## Reconhecimentos
Foi eleita fellow da Society for Industrial and Applied Mathematics em 2010.
Em 2012 foi eleita fellow da American Mathematical Society. Em 2016 foi eleita fellow da American Physical Society. Em 2018 foi eleita membro da Academia Nacional de Ciências dos Estados Unidos.
Foi palestrante convidada do Congresso Internacional de Matemáticos no Rio de Janeiro (2018).